# Mythimna provvisoria
Mythimna provvisoria är en fjärilsart som beskrevs av Emilio Berio 1962. Mythimna provvisoria ingår i släktet Mythimna och familjen nattflyn. Inga underarter finns listade i Catalogue of Life.